# Marc Uyttendaele
Marc Uyttendaele (* 1961) ist ein belgischer Rechtswissenschaftler. Uyttendaele ist Hochschullehrer an der Université Libre de Bruxelles und Inhaber einer Brüsseler Anwaltskanzlei.
Er ist außerdem Essayist, Romanautor und Kolumnist der Zweimonatsschrift Gentleman.
Er ist auf Verfassungsfragen spezialisiert, wozu er mehrere Bücher geschrieben hat. Gleichzeitig wird er häufig von den Medien zum politischen Tagesgeschehen befragt und kommentiert in Le Soir.
Er intervenierte im Auftrag des belgischen Staates sowie verschiedener föderaler Körperschaften in sehr mediatisierten Justizfällen. Er vertrat die birmanischen Kläger gegen TotalFinaElf auf Grundlage des Gesetzes zur Universalkompetenz, woraufhin sich die belgische Justiz für nicht zuständig erklärte.
2007 vertrat er mit seinem Mitarbeiter Laurent Kennes die Familien der zehn Fallschirmjäger, die am 7. April 1994 in Kigali massakriert wurden.
Er ist verheiratet mit der sozialistischen Ex-Ministerin Laurette Onkelinx.